# Società Sportiva Maceratese 1959-1960
Questa pagina raccoglie le informazioni riguardanti la Società Sportiva Maceratese nelle competizioni ufficiali della stagione 1959-1960.

## Rosa
| N. |                   | Ruolo | Calciatore                      |
| -- | ----------------- | ----- | ------------------------------- |
|    | Italia (bandiera) | D     | Ettore Bacaloni                 |
|    | Italia (bandiera) | D     | Tarcisio Bonvecchi              |
|    | Italia (bandiera) | D     | Giuseppe Brizi                  |
|    | Italia (bandiera) | A     | Gaetano Bruno                   |
|    | Italia (bandiera) | P     | Mario Canciani                  |
|    | Italia (bandiera) | A     | Cesare Clemente                 |
|    | Italia (bandiera) | A     | Raffaele Cutrignelli (capitano) |
|    | Italia (bandiera) | D     | Pietro Garzelli                 |
|    | Italia (bandiera) |       | Guzzini                         |
|    | Italia (bandiera) |       | Laghi                           |
|    | Italia (bandiera) | A     | Sergio Macellari                |
|    | Italia (bandiera) | C     | Maurizio Mazzanti               |

| N. |                   | Ruolo | Calciatore          |
| -- | ----------------- | ----- | ------------------- |
|    | Italia (bandiera) | C     | Carlo Orlandi       |
|    | Italia (bandiera) | C     | Nazzareno Orlandoni |
|    | Italia (bandiera) | P     | Pierelli            |
|    | Italia (bandiera) | A     | Vittorio Pin        |
|    | Italia (bandiera) | C     | Pozza Giorgio       |
|    | Italia (bandiera) | C     | Alberto Prenna      |
|    | Italia (bandiera) | A     | Bruno Ragazzini     |
|    | Italia (bandiera) | P     | Vincenzo Rigamonti  |
|    | Italia (bandiera) | C     | Vittorio Ritani     |
|    | Italia (bandiera) | A     | Pietro Rossi        |
|    | Italia (bandiera) | C     | Alberto Salimbeni   |
|    | Italia (bandiera) | D     | Mario Santariga     |